# Serfaus–Fiss–Ladis
Serfaus–Fiss–Ladis ist eine Tourismusregion und ein Skigebiet in Tirol, Österreich. Als Tiroler Planungsverband heißt die Region Sonnenterrasse. Sie ist der Zusammenschluss der drei Gemeinden Serfaus, Fiss und Ladis im Oberen Gericht im hinteren Tiroler Inntal.
Das Skigebiet entstand 1999 aus dem Zusammenschluss der zwei Gebiete der drei Gemeinden und reicht von 1200 m bis 2820 m Seehöhe. 70 Liftanlagen erschließen insgesamt 212 Pistenkilometer, von denen 155,7 Kilometer künstlich beschneit werden können. Die Gesamtbeförderungskapazität der Bergbahnen des Skigebietes beträgt 90.000 Personen pro Stunde. Weiterhin verfügt das Gebiet über 119 km präparierte Loipen, sowohl im Ort als auch in der Umgebung sowie 7 Funparks. Hinzu kommen 10 km Rodelbahnen sowie 70 km geräumte Winterwanderwege. Im Sommer ist es eine beliebte Wanderregion.

## Anlagen
| Ort        | Name                  | Baujahr   | Typ    |
| ---------- | --------------------- | --------- | ------ |
| Fiss       | Almbahn               | 2008      | 8MGD   |
| Fiss       | Möseralmbahn          | 1995      | 6MGD   |
| Fiss       | Möserlift             | 1978      | 2SL    |
| Fiss       | Pedruslift            | 2002      | 1SL    |
| Fiss       | Poschilift            | 1997      | 1SL    |
| Fiss       | Puinzbahn             | 1999      | 4CLF   |
| Fiss       | Rastbahn              | 1999      | 4CLF   |
| Fiss       | Sattelbahn            | 1999      | 4CLD/B |
| Fiss       | Schöngampbahn         | 2002      | 8CLD/B |
| Fiss       | Schönjochbahn I       | 2003      | 8MGD   |
| Fiss       | Schönjochbahn II      | 2003      | 8MGD   |
| Fiss       | Schönjöchllift        | 1981      | 2SL    |
| Fiss       | Waldbahn              | 2005      | 8MGD   |
| Fiss       | Wonnelift             | 1979      | 2SL    |
| Fiss       | 12er-Bahn             | 2020      | 8CLD/B |
| Fiss/Ladis | Sonnenbahn Ladis-Fiss | 1995      | 6MGD   |
| Serfaus    | Alpkopfbahn           | 1999      | 8MGD   |
| Serfaus    | Alpkopf-SB            | 1997      | 4CLD   |
| Serfaus    | Arrezjochbahn         | 2007      | 6CLD/B |
| Serfaus    | Familienbahn Gampen   | 2008      | 8CLD/B |
| Serfaus    | Gamplelift            | 1991      | 1SL    |
| Serfaus    | Komperdellbahn        | 2022–2023 | 10MGD  |
| Serfaus    | Königsleithebahn      | 2009      | 6CLD/B |
| Serfaus    | Laustalbahn           | 1989      | 4CLF   |
| Serfaus    | Lawensbahn            | 2003      | 6CLD/B |
| Serfaus    | Lazidbahn             | 1992      | 6MGD   |
| Serfaus    | Lazidlift             | 2003      | 2SL    |
| Serfaus    | Masnerkopfbahn        | 2011      | 6CLD/B |
| Serfaus    | Moosbahn              | 2007      | 6CLD   |
| Serfaus    | Obere Scheidbahn      | 1993      | 4CLD   |
| Serfaus    | Pezidbahn             | 2004      | 8MGD   |
| Serfaus    | Planseggbahn          | 1997      | 6CLD/B |
| Serfaus    | Scheidbahn            | 2001      | 6CLD/B |
| Serfaus    | Stierlerhüttelift     | 1998      | 2SL    |
| Serfaus    | Sunliner              | 1999      | 8MGD   |

### Kabinenbahnen

#### Alte Komperdellbahnen und Lazidbahn

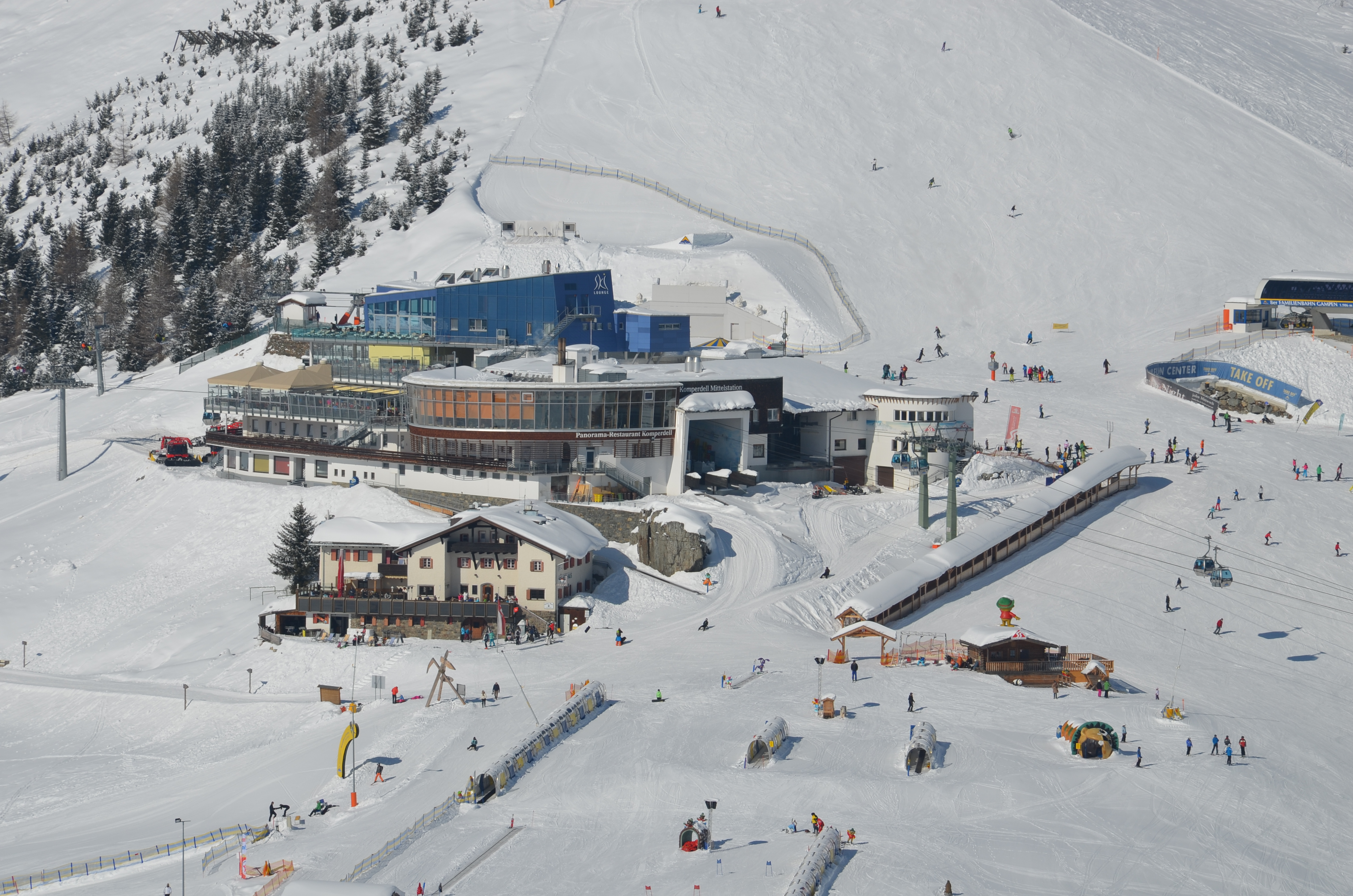
Das Komperdell im Winter vom Alpkopf aus gesehen. Im Vordergrund das Kölner Haus

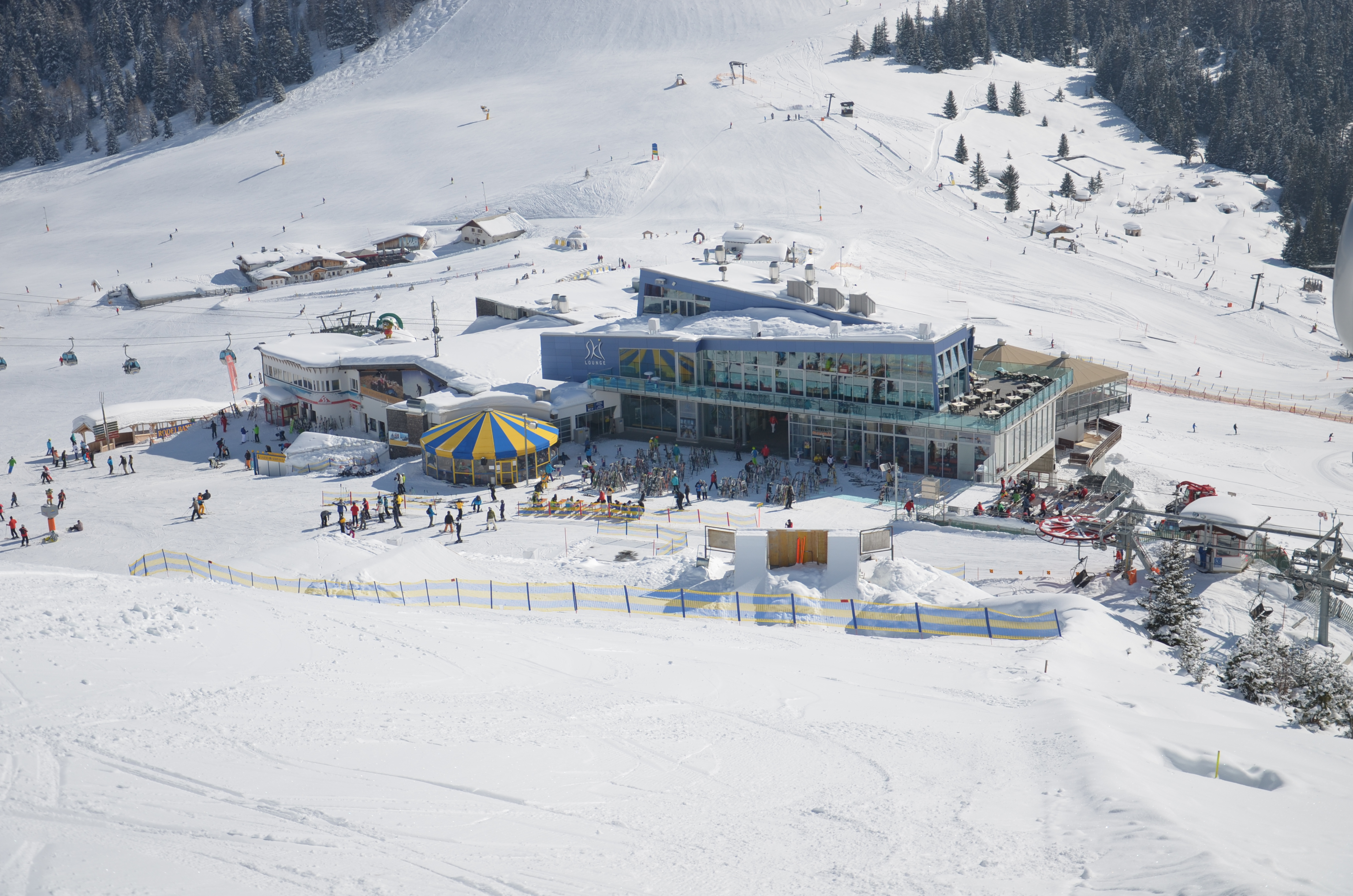
Die andere Seite des Komperdells im Winter vom Plansegg aus gesehen. Im Hintergrund die Sportalm

Die alte Sechser-Einseilumlaufbahn (EUB) Komperdellbahn war neben der Alpkopfbahn der Hauptzubringer von Serfaus aus in das Skigebiet Serfaus–Fiss–Ladis. Sie ersetzte seinerzeit eine Vierer-EUB auf gleicher Strecke. Die Sechser-Kabinenbahn führte von der Talstation Serfaus (1454 m) bis auf 1982 m zur Komperdellalpe. In ihrer Verlängerung folgte die Lazidbahn bis auf den Lazid (2350 m). Die alte Komperdellbahn und die Lazidbahn waren technisch für den Durchfahrtsbetrieb ausgerüstet, was vor allem bei Materialtransporten genutzt wurde. Ansonsten wurden beide Sektionen getrennt betrieben.
Neben der Einseilumlaufbahn Komperdell führte auf gleicher Trasse die Komperdell Pendelbahn auf den Komperdell. Sie wurde im Sommer 2013 abgebaut, in dem Gebäude der Bergstation befindet sich heute ein Restaurant speziell für die Kinder und Jugendlichen der Skischule Serfaus. Im Sommer 2023 wurde im Zuge der Fertigstellung der neuen Komperdellbahn auch die Sechser-Bahn zurückgebaut.

#### Neue Komperdellbahn
Im 1. Februar 2022 hatte der Beirat der Seilbahn Komperdell GmbH den Neubau einer Zehner-Einseilumlaufbahn als Ersatz für die bisherige Komperdellbahn beschlossen. Im Jahr 2022 begannen die Arbeiten an einer neuen Mittelstation oberhalb der Talstation. Nach einer Baupause während der Wintersaison 2022 / 23 begann Ende April 2023 der Abriss der Komperdellbahn Talstation und Bergstation. Die Inbetriebnahme der neuen Komperdellbahn erfolgte plangemäss im Dezember 2023.
Während Tal- (1442 m) und Bergstation (1982 m) in neuen Gebäuden aber im Wesentlichen an gleicher Stelle positioniert blieben, wurde eine neue Mittelstation (1610 m) an insbesondere für Skischule aber auch Wanderer strategisch günstiger Position im Skigebiet platziert. Ein Durchfahrtsbetrieb mit der unverändert gebliebenen Lazidbahn ist mit der neuen Komperdellbahn technisch nicht mehr möglich.

#### Alpkopfbahn

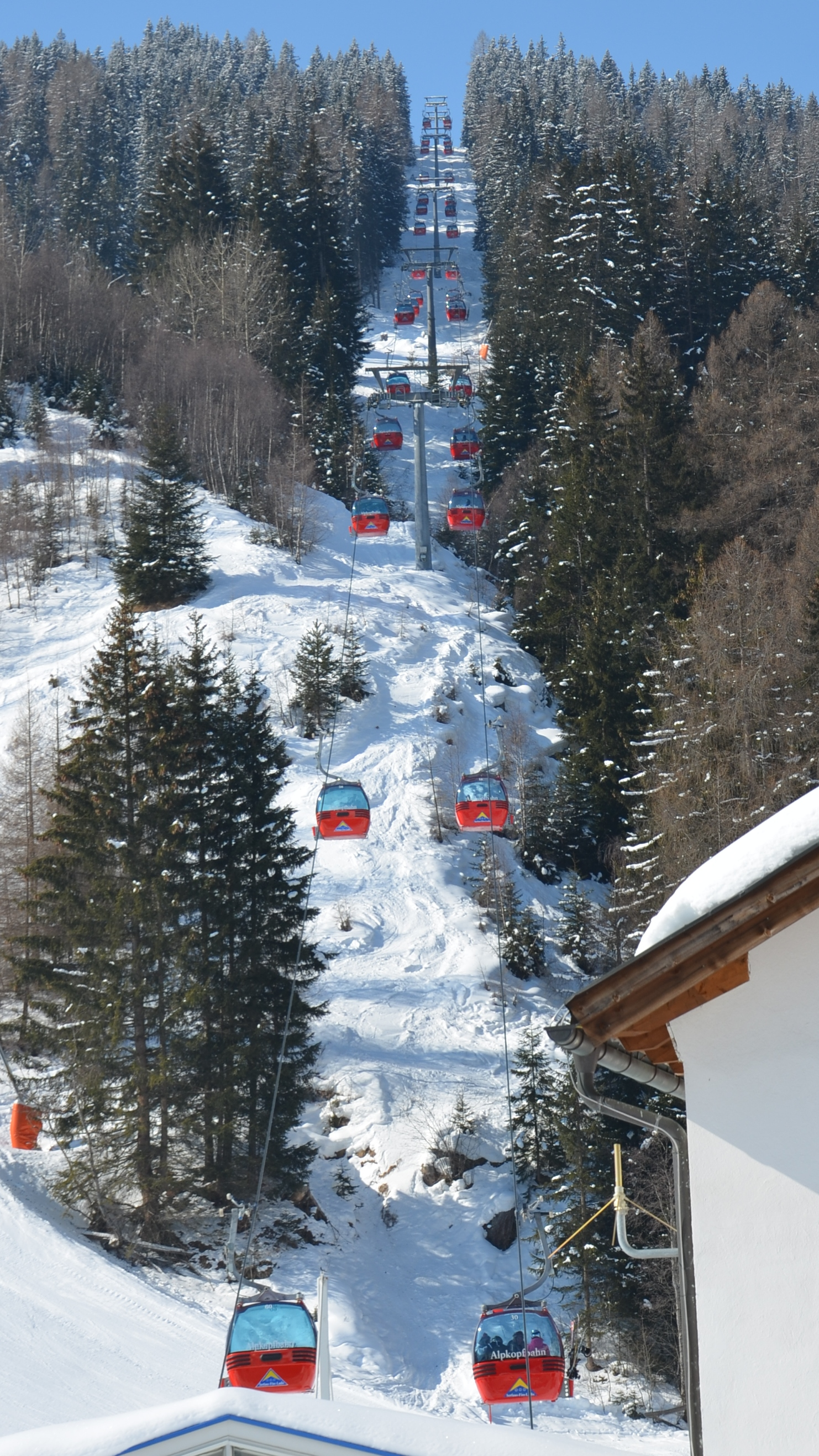
Die Alpkopfbahn gesehen aus Serfaus

Die Alpkopfbahn aus dem Jahre 1999 ist eine Achter Kabinen-Umlaufgondelbahn des Herstellers Doppelmayr. Sie startet in Serfaus in demselben Gebäude der Talstation von der Komperdellbahn auf 1454 m. Die Bergstation (Antriebsstadion) liegt auf dem 2022 m hohen Alpkopf und ist als Kompaktstation (Typ UNI) ausgeführt. Auf einer Streckenlänge von 2097 m mit 12 Stützen bewältigt die Bahn eine Höhendifferenz von 572 m. Der Mittlere Neigungsverlauf der Bahn beträgt 28,90 %. An der steilsten Stelle hat die Bahn eine Neigung von 48,80 %. Die maximale Förderleistung beträgt 2400 Personen in der Stunde und hat eine Fahrzeit von 7,3 Minuten. Im Sommer 2014 wurde sie mit einer Mittelstation ausgestattet, um das Restaurant Hög für Skifahrer zu erschließen. Im Zuge des Umbaus wurde auch von 68 Gondeln auf 72 Gondeln aufgerüstet. Die Gondeln stammen von dem Hersteller Swoboda, Model ULTRA 8 Update. Die Sitzflächen bestehen aus Teppich und besitzen keine Sitzheizung. Abends werden die Gondeln in der Talstation in einem Oberflur geparkt. Die Steuerung der Anlage stammt von Siemens.

#### Sunliner
Der Sunliner ist eine Gondelbahn im Skigebiet Serfaus–Fiss–Ladis. Sie wurde wie die Alpkopfbahn im Jahre 1999 erbaut. Die Talstation befindet sich in Serfaus auf 1445 m Höhe neben der Komperdellbahn und geht von dort auf den Sattel. Der Sunliner macht dadurch eine Verbindung nach Fiss möglich. Die Bergstation liegt auf 1840 m und ist zugleich auch die Antriebsstation. Seine Länge beträgt 1190 m. Tal und Bergstation sind als Kompaktstation (Typ UNI) ausgeführt.

#### Pezidbahn

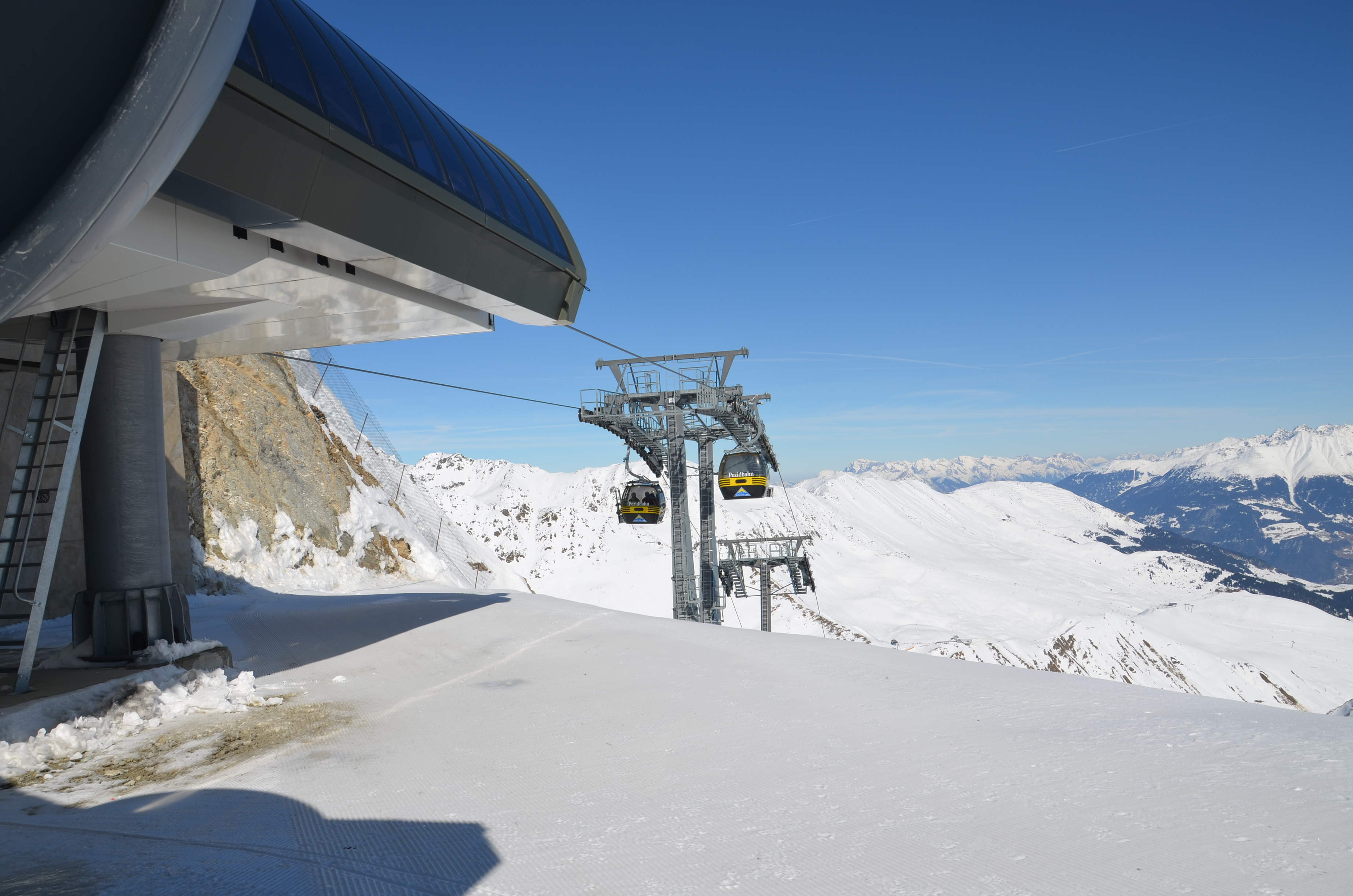
Bergstation der Pezidbahn in Blickrichtung Lazid

Die Pezidbahn ist eine Achter Kabinen-Umlaufgondelbahn. Sie startet auf 2318 m Höhe und führt auf den 2770 m hohen Pezid. Die Bergstation ist zum Teil in den Berg integriert. Auf dem Pezid befindet sich ein Aussichtspunkt der einen guten Überblick auf die umgebenden Berge gibt. Die Pezidbahn dient der Anbindung des Masners an das Skigebiet.

#### Schönjochbahn I/II

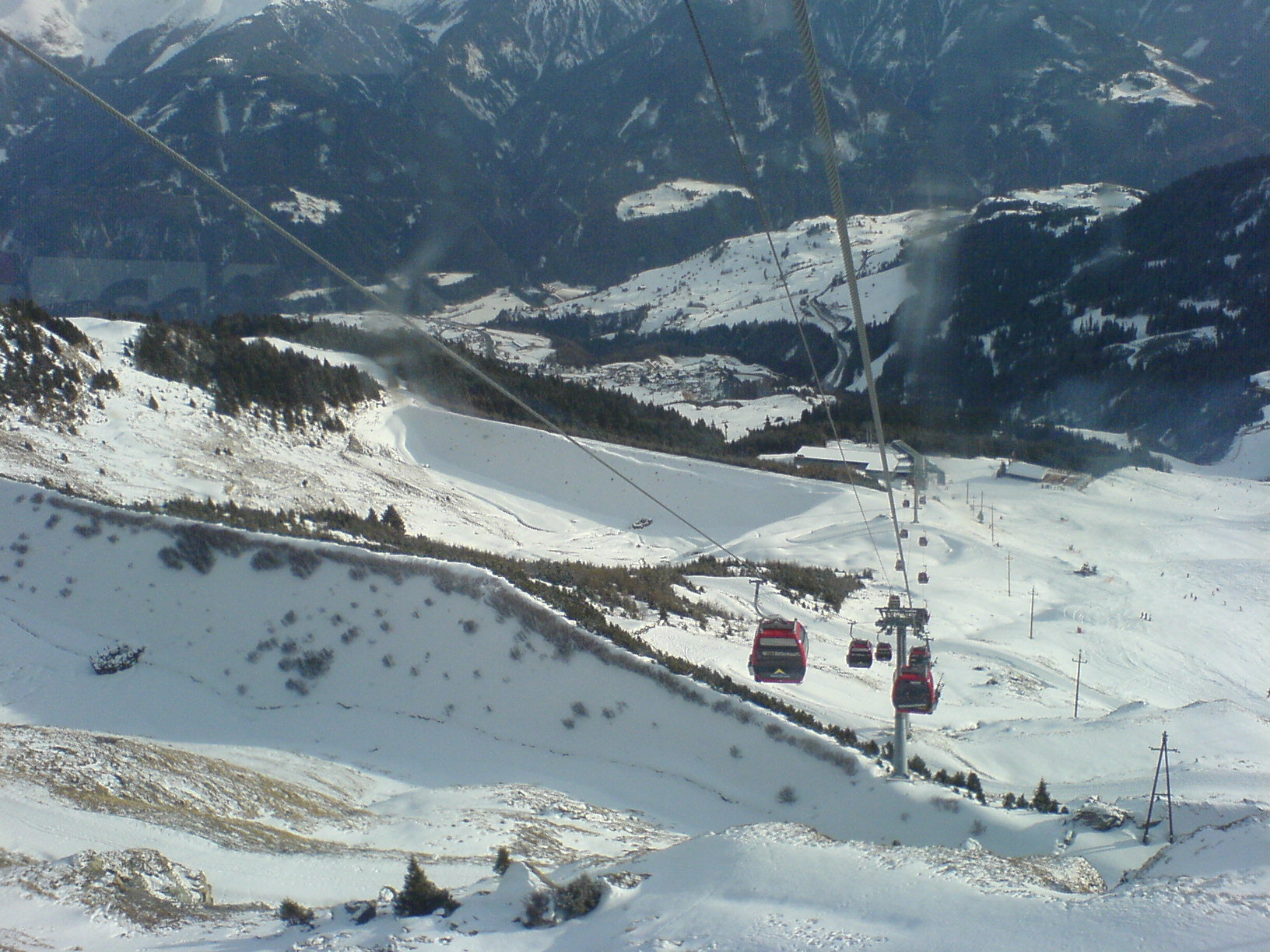
Schönjochbahn II von einer Gondel aus gesehen.

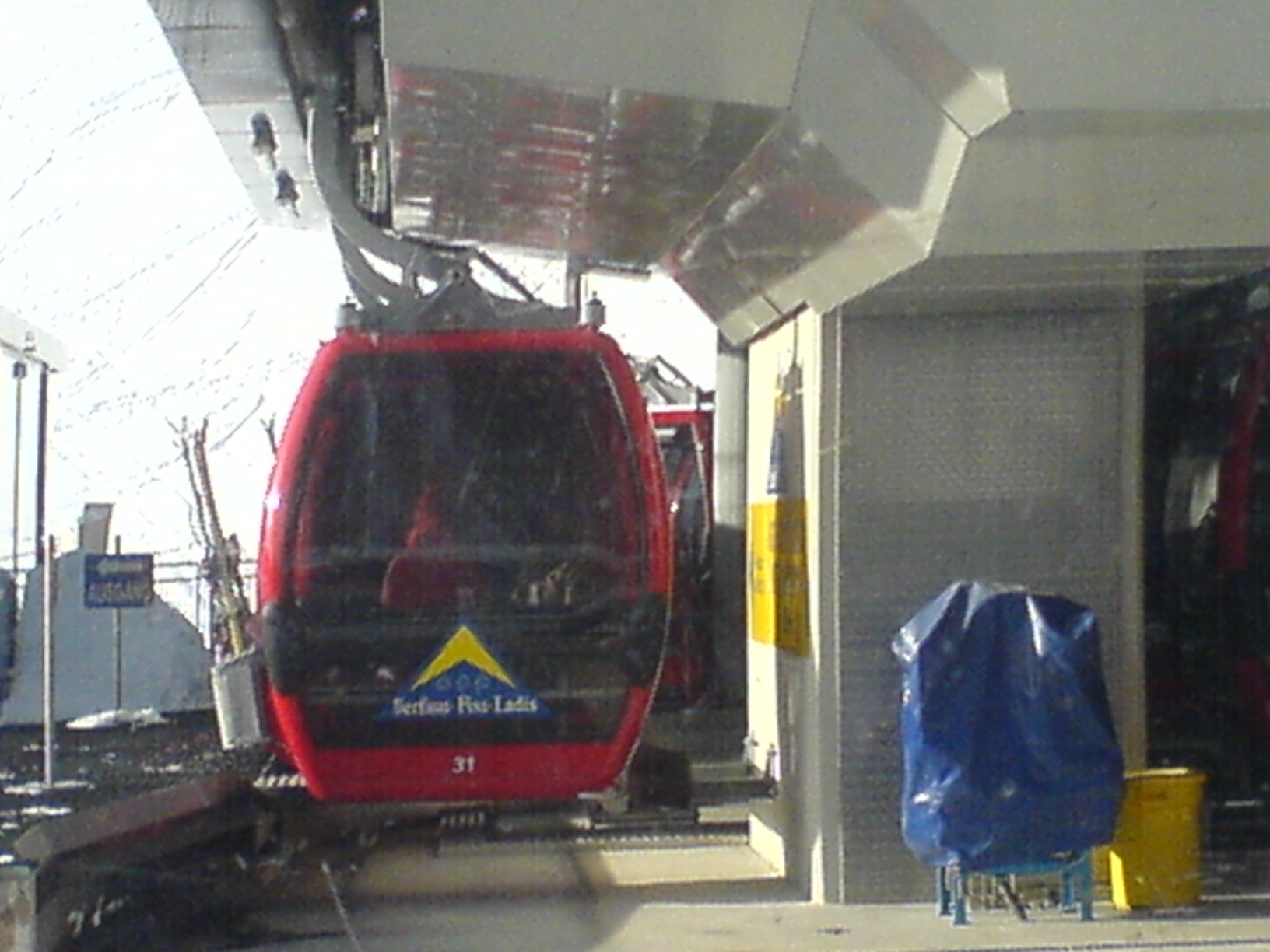
Schönjochbahn bei der Mittelstation.

Die Schönjochbahn ist eine Gondelbahn im Skigebiet Serfaus–Fiss–Ladis. Die Achter Kabinenbahn führt vom Ort Fiss auf das 2.436 m hohe Fisser Joch. Sie wurde in zwei Sektionen gebaut (die Sektionen können getrennt betrieben werden), die erste von der Talstation Fiss zur Mittelstation Steinegg (ca. 1.900 m) und von dort zur Bergstation. Die Bahn benötigt für den Höhenunterschied von 1.000 m ca. 10 Minuten, bei einer Geschwindigkeit von 6 m/s. Die Einseilumlaufbahn hat eine Förderleistung von 2.800 Personen pro Stunde.

#### Möseralmbahn
Die Möseralmbahn ist eine Sechser Kabinen-Umlaufgondelbahn die von Fiss (1436 m) auf die Möseralm führt (1820 m). Sie ist 1700 m lang.

#### Sonnenbahn Fiss-Ladis
Die Sonnenbahn ist eine Sechser Kabinen-Umlaufgondelbahn die von Ladis (1200 m) über die Mittelstation Sonnenburg (1550 m) nach (Fiss 1436 m) führt. Sie hat mit der Möseralmbahn eine gemeinsame Talstation und ist 2.900 m lang.

#### Almbahn
Die Almbahn ist eine Achter Einseilkabinenumlaufbahn die von der Schöngampenalm auf 1882 m Höhe auf den Zwölferkopf (2596 m) führt. Sie ist 2070 m lang und verfügt über Sitzheizungen. Ein Teil der Gondeln ist außerdem mit Tieren bedruckt, in diesen Gondeln werden während der Fahrt kurze Hörstücke gespielt.
Nahe der Bergstation liegt der Aussichtspunkt Z1, welcher einen guten Blick in Richtung Italien und Deutschland gewährt.

#### Waldbahn

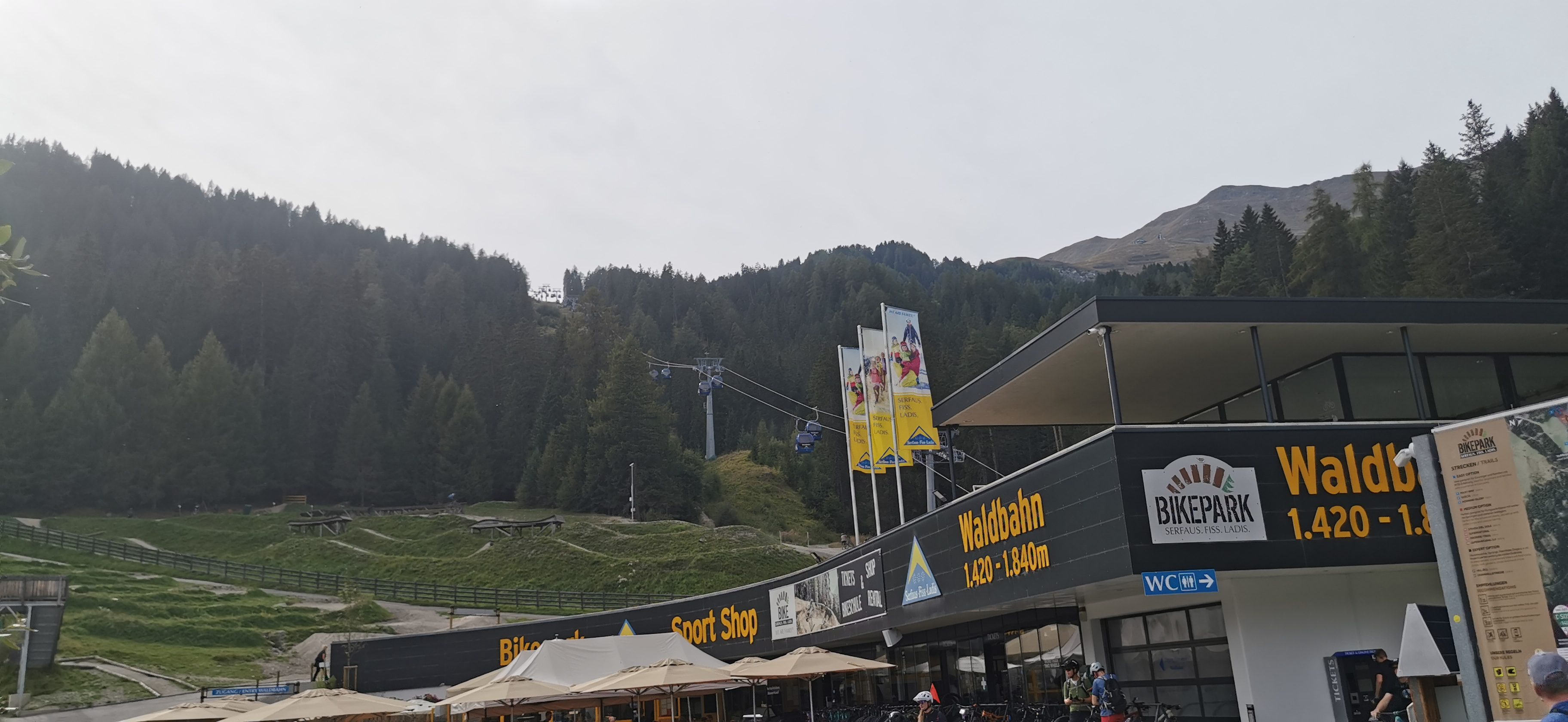

Die Waldbahn ist eine Achter Einseilgondelbahn von Doppelmayr. Sie beginnt auf dem extra dafür ausgebauten Waldparkplatz in 1420 m Höhe in Fiss und führt auf den Sattel, wo sie neben der Bergstation des Sunliners endet. Sie hat eine Länge von 1310 m und eine Förderleistung von 2.500 Personen pro Stunde.
Sie ersetzte 2005 einen älteren Schlepplift.

### Weitere Lifte
Das Skigebiet verfügt des Weiteren über folgende Anlagen:
- 3 Achtersesselbahnen:
  - Schöngampbahn
  - Familienbahn Gampen
  - 12er-Bahn

- 7 Sechsersesselbahnen
  - Königsleithebahn
  - Planseggbahn
  - Scheidbahn
  - Lawensbahn
  - Moosbahn
  - Arrezjochbahn
  - Masnerkopfbahn

- 6 Vierersesselbahnen
  - Rastbahn
  - Sattelbahn
  - Puinzbahn
  - 4-SB-Alpkopf
  - Obere Scheidbahn
  - Laustalbahn

- 10 Schlepplifte
  - Stierlerhuettenlift
  - Übungslift Fiss
  - Lazidlift
  - Möserlift
  - Poschilift
  - Schönjöchllift
  - Wonnelift
  - Gamplelift
  - Kleinlift Laustal
  - Kleinlift Lazid

- 30 Förderbänder und Stricklift

- Die U-Bahn Serfaus wird auch von der Bergbahn Serfaus-Komperdell betrieben.[3][7]

### Pisten
Serfaus–Fiss–Ladis hat über 211 Pistenkilometer davon:
- 39,9 km Blaue Pisten
- 121 km Rote Pisten
- 33 km Schwarze Pisten
- 18,1 km Skirouten

Davon sind 155 km mit insgesamt ca. 1150 Beschneiungsanlagen ausgerüstet.

### Restaurants
In allen Bereichen des Skigebietes gibt es insgesamt 24 Bergrestaurants sowie vier Schirmbars.

## Skischulen
Mit der Skischule Serfaus und der Skischule Fiss-Ladis verfügt das Skigebiet über zwei große Skischulen. Beide Skischulen wurden mehrfach mit der Qualitätsauszeichnung „Quality Award – Snowsport Tirol“ des Tirolerskilehrerverbandes ausgezeichnet.
Sowohl bei der Sonnenburg Fiss, als auch im Komperdell in Serfaus, haben beide Skischulen jeweils einen großen Anfängerpark mit Förderbändern.

## Sommer
Im Sommer ist die Region ein beliebtes Urlaubsziel für Familien. Neben Wander-, Nordic-Walking und Segway-Möglichkeiten gibt es Attraktionen, wie den Schneisenfeger in Serfaus (ein Alpine Coaster), den Fisser Flitzer, eine Sommerrodelbahn im Summer Funpark Fiss auf der Möseralm, in dem man auch in den sogenannten Fisser Flieger einsteigen kann. Seit 2010 gibt es zudem den Serfauser Sauser, eine Zipline, an der Personen befestigt an einem Seil in einer Höhe von ca. 80 m über die Berge „fliegen“. Im Sommer 2013 wurde der BikePark eröffnet. Der Bikepark hat 9 Trails von leicht bis schwer. Im Gebiet gibt es noch zusätzliche Singletrails und Mountainbike-Routen. Außerdem gibt es das Murmliwasser in Serfaus, einen Wasserspielplatz für Kinder.

## Auszeichnungen
Das Skigebiet Serfaus–Fiss–Ladis hat eine ganze Reihe von Auszeichnungen erhalten.
- Best Ski Resort 2012 – Platz 1: 8,19 von 10 Punkten[10]
- Skiresort.de 2013: 5 Sterne Skigebiet – 4,6 von 5 Sternen[11]
- Familienskigebiet des Jahres Familieski.nl[12]
- Top Skigebiet Skigebiete-test.de,[13] snow-online.de[14]
- 5 Sterne Skigebiet bei Alpensicht.com[15]
- Pistengütesiegel – Testsieger: 5,8 von 6 Punkten[9]
- Loipengütesiegel[9]
- Tiroler Rodelbahn Gütesiegel[9]